# Silent Stream of Godless Elegy
Silent Stream of Godless Elegy — чеський музичний гурт, що грає в стилі дум/фолк-метал. Характерними рисами гурту є поєднання жіночого вокалу, чоловічого гроулу з нетрадиційними для металу скрипками та віолончеллю, які занурюють у глибини народного фольклору та чеського колориту. Гурт свідомо відмовився від традиційних клавіш у створенні меланхолічної, «темної» та похмурої атмосфери. Назва «Silent Stream of Godless Elegy» перекладається як «Тихий потік безбожної елегії».

## Історія гурту
Проект Silent Stream of Godless Elegy був створений влітку 1995 року у місті Храніц (Чехія). Засновники гурту — брати Міхел та Радек Хайда (ударні та гітара відповідно), до яких у бажанні творити цікаву музику приєдналися басист Філіп Чудий, вокаліст та соло гітарист Петр Станек, а також скрипалька — Сюзанна Замазалова. Місяць плідної роботи нового колективу вилився у першу демо-платівку «Apotheosis». Гурт не зупинявся на досягнутому і вже через рік було випущене чергове демо — «Amber Sea», яке помітив чеський лейбл Leviathan Records. Вже через декілька місяців у світ вийшов дебютний альбом — «Iron». Альбом відрізнявся вельми мелодійним дум/дез-металом з сильними гітарними партіями, потужним чоловічим гроулом та грою на скрипці Сюзанни. 
Влітку 1997 року до музикантів приєднався новий учасник — Міхал Сікора, який додав до стилю SSOGE неперевершене звучання віолончелі. З ним гурт записує другий, повноформатний альбом «Behind the Shadows», який побачив світ у квітні 1998 року на лейблі Redblack. Музичні доробки цього альбому не особливо відрізнялись від попереднього, тому подиву й уваги він не викликав. 
Наступна робота чехів — «Themes», альбом який вийшов у травні 2000 року, був сприйнятий критиками та слухачами «на ура». Мелодійні та динамічні композиції стали звучати ще якісніше, на записах з'явився жіночий вокал Сюзанни та нове, цікаве аранжування. Цього ж року музиканти співпрацюють з такими відомими гуртами світової сцени як Led Zeppelin, White Zombie та Master's Hammer записуючи треки до їх альбомів. Команда активно гастролює Європою.
Влітку у колективі трапляються зміни, з нього йде віолончеліст Міхал Сікора, якого одразу ж замінила скрипалька Павла Лукасова. У такому складі Silent Stream of Godless Elegy продовжують концертну діяльність. 
2001 рік стає переломним для усієї групи. Колектив покидають усі учасники крім його засновників. Щоправда, повертається віолончеліст — Міхал. Після короткої перерви до гурту приєднуються вокаліст Міхал Херак (ex-Dissolving Of Prodigy, Ashore Of Decadence), вокалістка Ханка Ноголова, (Forgotten Silence), скрипалька Петра Новакова (ex- Ashore Of Decadence), гітарист Хінек Станчік та басист Дусан Фойтасек. У такому складі вони записують новий альбом «Relic Dances», реліз якого відбувся у 2004 році. Альбом став надзвичайно популярним у колах поціновувачів фолк/дум-металу. 
Останнім альбомом на сьогодні є «Osameli», випущений у 2006 році. Він став синтезом нових та реміксованих старих пісень Silent Stream of Godless Elegy.
Початок 2011 року обіцяє бути радісним для фанатів гурту, оскільки на офіційному сайті повідомляється про вихід нового альбому який матиме назву «Navaz». Після п'ятирічного штилю гурт обіцяє бурю музичних емоцій.

## Учасники гурту

### Поточний склад
- Міхал Херак (Michal 'Hrnec' Hrncir), вокал
- Ханка Ноголова (Hanka Nogolova), вокал
- Міхал Сікора («Siki» Sykora), віолончель
- Петра Новакова (Petra Novackova), скрипка
- Радек Гайда (Radek Hajda), гітара
- Хінек Станчік (Hinek Stanchyc), гітара
- Дусан Фойтасек (Dusan Fojtasek), бас
- Міхал Хайда (Michal 'Datel' Rak Hajda), ударні

## Дискографія

### Альбоми
- Apotheosis (1995)
- Amber Sea (1996)
- Iron (1996)
- Behind The Shadows (1998)
- Themes (2000)
- Relic Dances (2004)
- Osameli (2006)